# Plaza de España (Melilla)
La Plaza de España es una plaza situada en el centro de la ciudad autónoma de Melilla, España. Forma parte del ensanche urbano desarrollado a principios del siglo XX y constituye uno de los espacios públicos más relevantes de la ciudad desde el punto de vista administrativo, arquitectónico y social.
Diseñada como parte de un proyecto de modernización y expansión urbana, la plaza conecta el casco antiguo de Melilla (Melilla la Vieja) con los nuevos barrios surgidos durante el periodo de crecimiento de la ciudad. Su configuración responde a criterios urbanísticos de la época, integrando edificios institucionales y zonas ajardinadas.
La plaza alberga diversas construcciones de valor patrimonial, muchas de ellas vinculadas al estilo modernista, y es también un espacio habitual para actos cívicos, culturales y recreativos. En su zona central se encuentra el Parque Hernández, uno de los principales espacios verdes de Melilla.

## Historia
La Plaza de España de Melilla fue concebida en el contexto de la expansión urbana de la ciudad a comienzos del siglo XX, durante el periodo de consolidación del Ensanche Modernista. Hasta entonces, el núcleo urbano principal se concentraba en Melilla la Vieja, la ciudadela fortificada. El crecimiento poblacional y las necesidades administrativas impulsaron el desarrollo de nuevos espacios públicos y edificaciones civiles fuera del recinto amurallado.
El origen de la plaza se sitúa en torno al Proyecto de Urbanización de la Puerta de Santa Bárbara, elaborado en 1910 por el arquitecto José de la Gándara. En este plan se contemplaba la creación de un gran espacio abierto que sirviera de articulación entre las principales vías del nuevo trazado urbano. Su ubicación fue elegida estratégicamente, como punto de convergencia entre el puerto, el centro administrativo y las áreas residenciales emergentes.

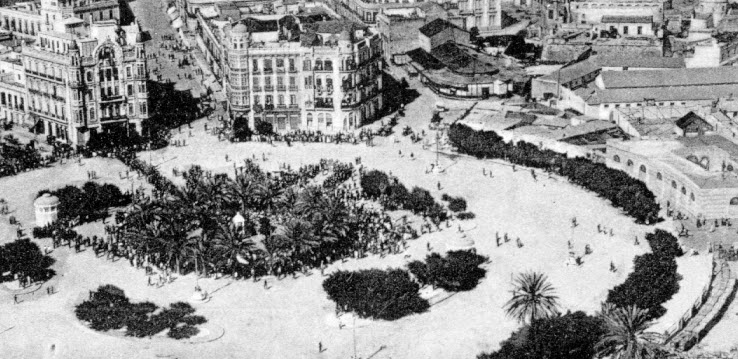
Vista aérea de la Plaza de España en 1920

En enero de 1911, el rey Alfonso XIII autorizó el derribo de las murallas del "Campo exterior", lo que permitió la apertura de nuevas avenidas y la configuración definitiva de la plaza. El 18 de enero de 1913, el proyecto de construcción fue aprobado formalmente por la Junta de Arbitrios, presidida por el general José Villalba Riquelme, quien también supervisó el desarrollo de las obras. Los trabajos comenzaron el 22 de abril de 1913 y concluyeron el 23 de enero de 1914, fecha en la que fue inaugurada oficialmente.
Desde su creación, la plaza ha albergado algunos de los edificios más significativos de Melilla, como el actual Palacio de la Asamblea (sede del gobierno autonómico), el Casino Militar, el Edificio Metropol y el antiguo Banco de España. Muchos de estos inmuebles fueron diseñados por el arquitecto municipal Enrique Nieto, una figura clave del modernismo melillense.

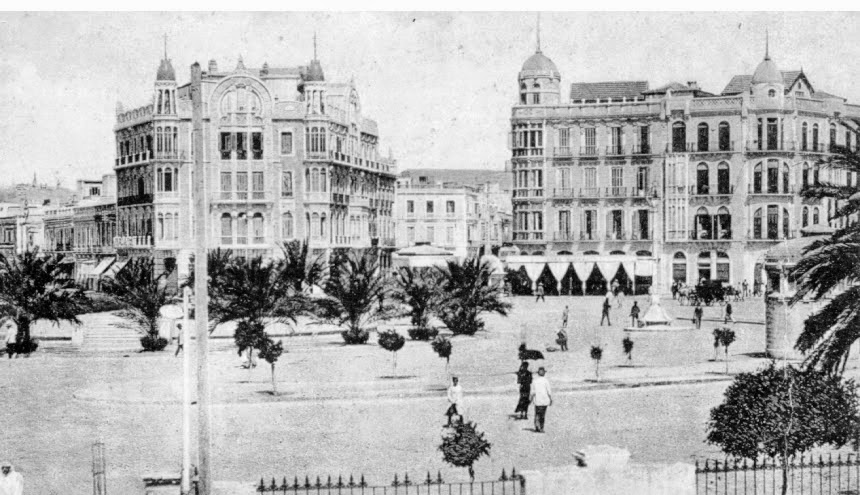
Plaza de España en 1920

A lo largo del siglo XX, la plaza ha sido objeto de diversas remodelaciones y mejoras paisajísticas. En el año 2007, los jardines de la plaza, junto con el contiguo Parque Hernández, fueron declarados Bien de Interés Cultural en la categoría de Jardín Histórico, en reconocimiento a su valor histórico, botánico y urbanístico.
En la actualidad, la Plaza de España continúa desempeñando un papel central en la vida urbana de Melilla, tanto como espacio representativo del poder institucional como lugar de encuentro y celebración pública.

## Edificios y monumentos
La Plaza de España de Melilla está rodeada por un conjunto arquitectónico de gran valor histórico y artístico, representativo del estilo modernista y ecléctico que caracteriza el ensanche urbano de la ciudad. Varios de sus edificios fueron diseñados por arquitectos destacados, como Enrique Nieto, y albergan instituciones clave de la administración pública, la cultura y el patrimonio.

### Palacio de la Asamblea

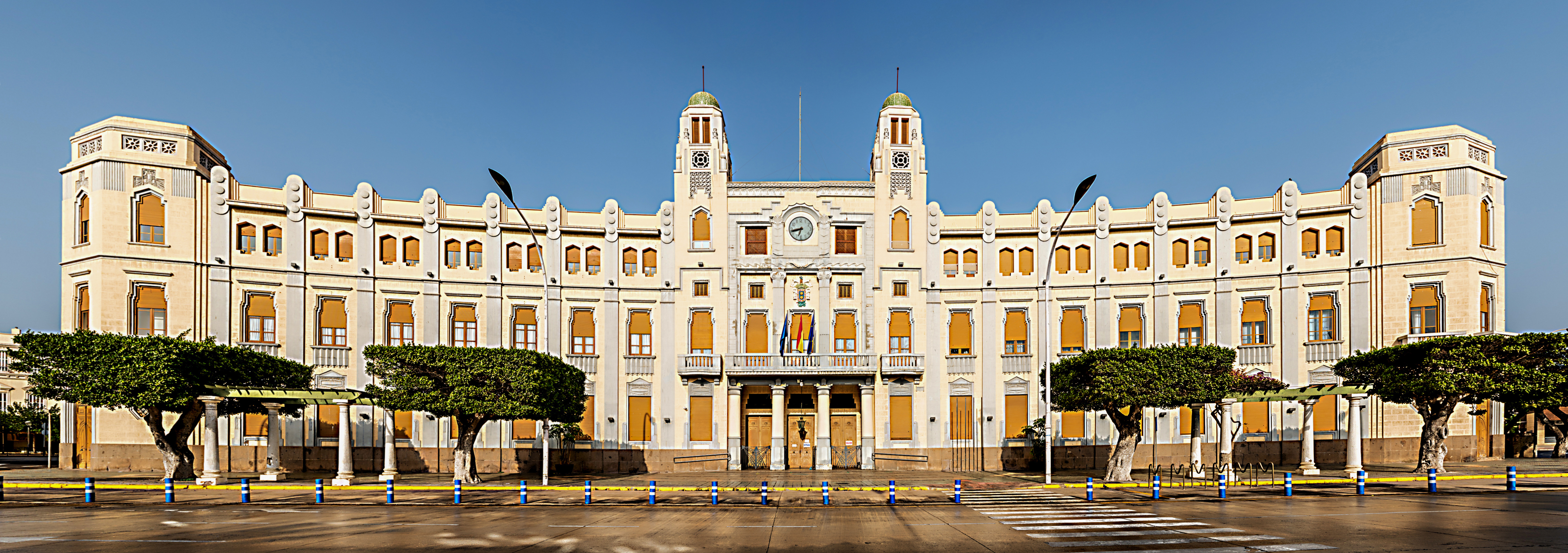
Palacio de la Asamblea de Melilla

El Palacio de la Asamblea es la sede del gobierno autonómico de Melilla. Fue proyectado por Enrique Nieto y su construcción finalizó en 1948. De estilo ecléctico con influencias neobarrocas y modernistas, se distingue por su gran torre central, su fachada simétrica y los detalles ornamentales en piedra. Alberga dependencias administrativas, el salón de plenos y oficinas institucionales. Es uno de los edificios más emblemáticos de la ciudad.

### Casino Militar

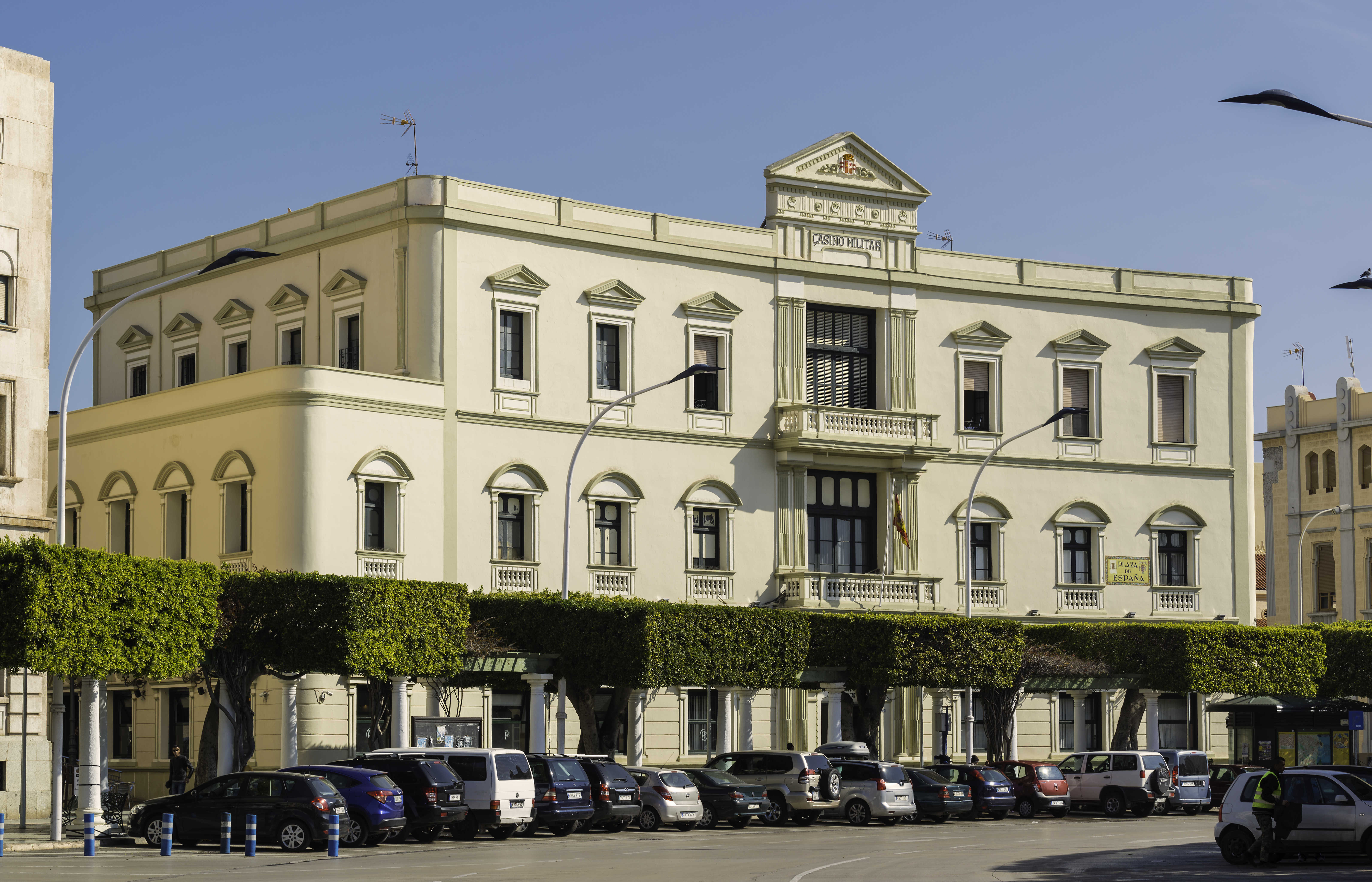
Casino Militar de Melilla

Situado en la parte norte de la plaza, el Casino Militar es un edificio de estilo Segundo Imperio, construido entre 1923 y 1925. Su fachada presenta una composición simétrica con elementos decorativos como columnas, frontones y balcones. En el interior se celebran actividades sociales y culturales relacionadas con la comunidad militar. Fue restaurado tras sufrir daños por el terremoto de 2016.

### Edificio del Banco de España

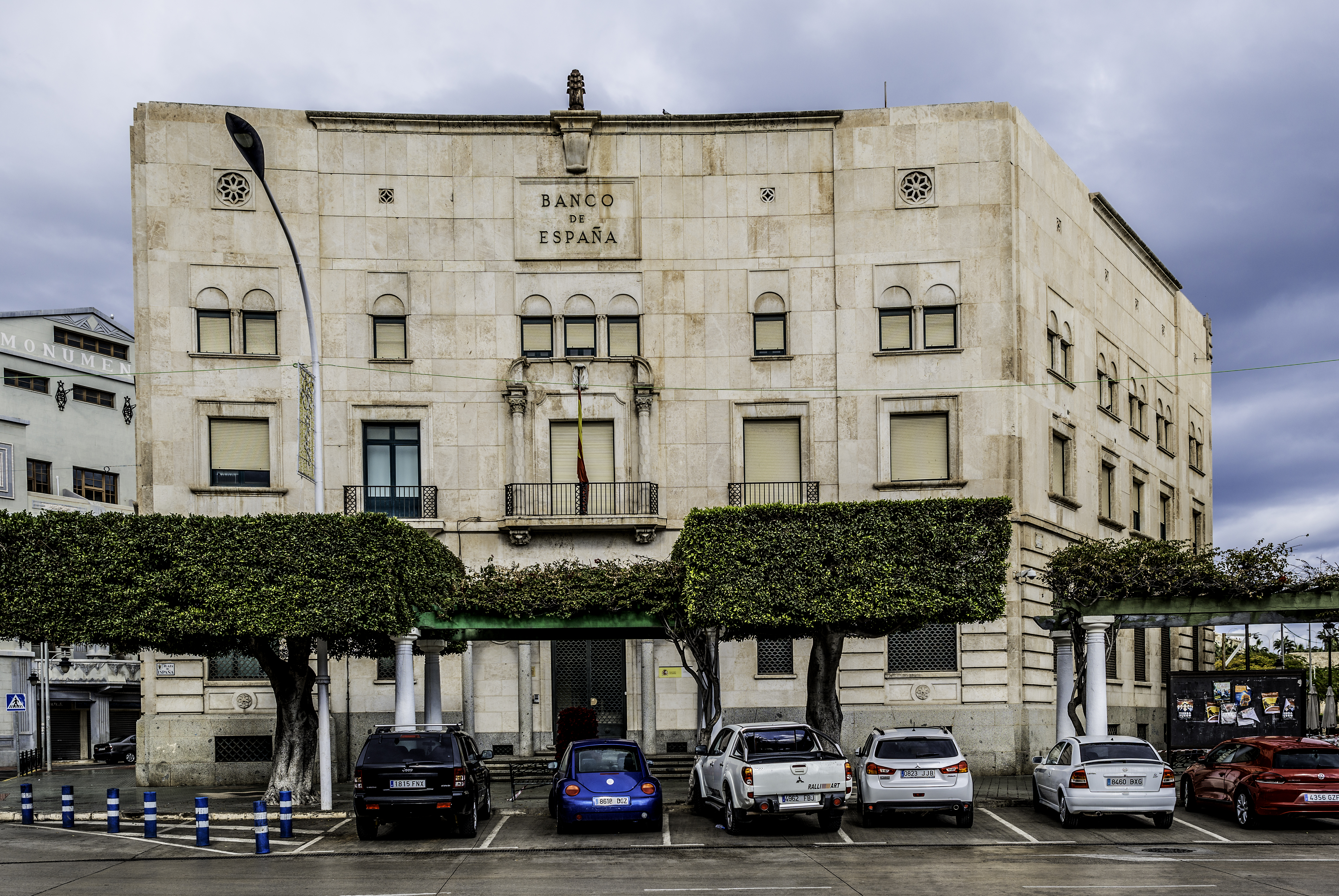
Edificio del Banco de España

Construido entre 1935 y 1944, el Banco de España destaca por su diseño funcionalista y su planta poligonal, que se adapta a la curvatura de la plaza. La fachada principal, revestida en mármol, refleja un estilo sobrio y monumental. En la actualidad, el edificio alberga la Clínica Militar Doctor Pagés, tras el cierre de la sede bancaria.

### Edificio Metropol

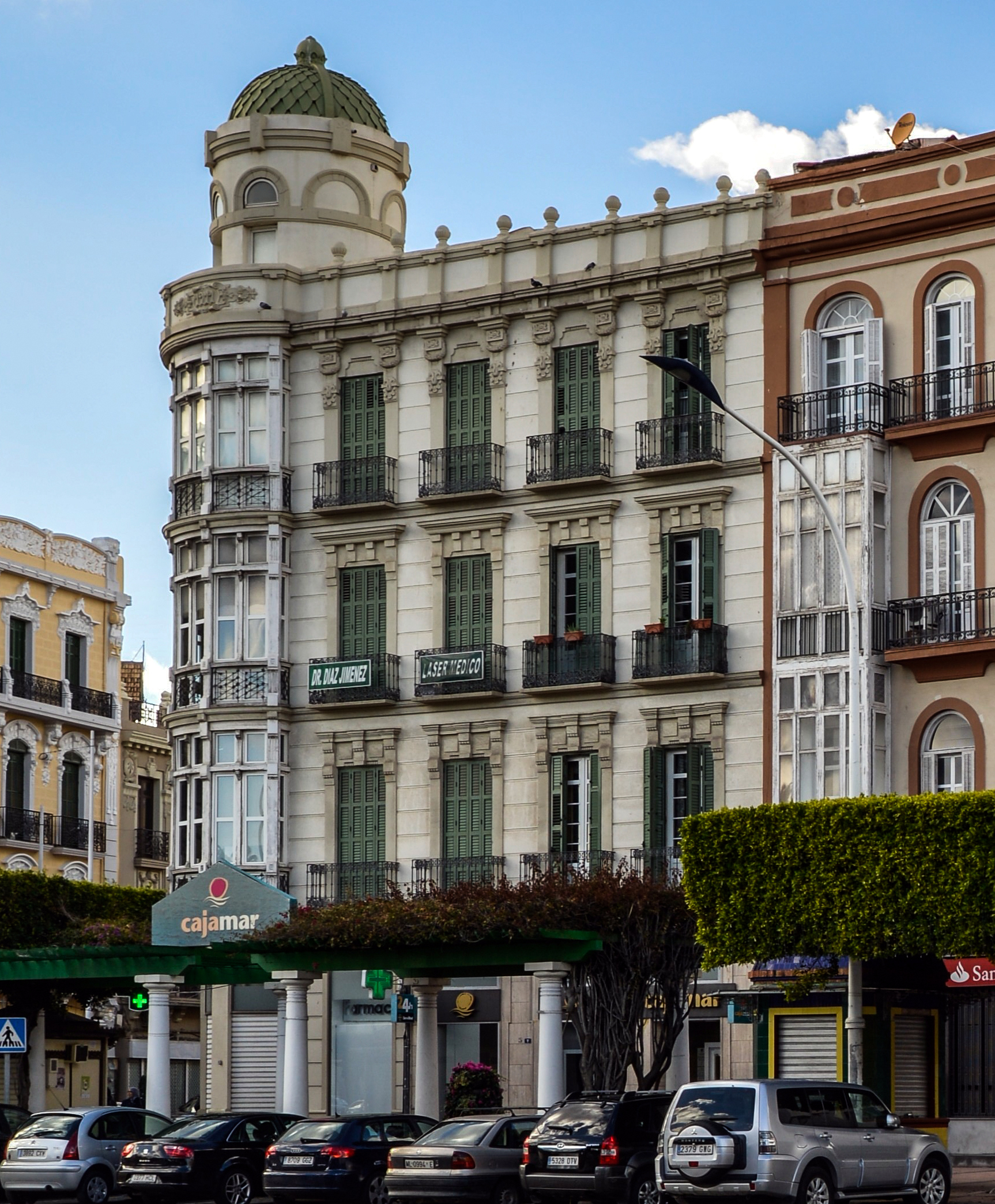
Edificio Metropol

Ubicado en el ángulo noroeste de la plaza, el Edificio Metropol fue construido entre 1910 y 1911. Es una edificación de estilo ecléctico que durante décadas albergó la Cafetería Metropol, un lugar muy frecuentado por la sociedad melillense. Fue reformado en 1986 tras sufrir graves daños por una explosión de gas en 1979.

### Casa de Antonio Iraola de Goicochea
La Casa de Antonio Iraola de Goicochea es un importante inmueble construido en 1911 por el arquitecto Antonio Baena, presenta un estilo arquitectónico regionalista, con elementos modernistas en sus primeras fases, aunque fue reformado entre 1952 y 1953, perdiendo parte de su ornamentación original. El edificio albergó durante varias décadas las oficinas de Correos y Telégrafos y posteriormente fue ocupado por el Banco Santander en la planta baja. Actualmente, el edificio forma parte del conjunto histórico-artístico de Melilla, declarado Bien de Interés Cultural, y contribuye al patrimonio arquitectónico de la Plaza de España.

### Monumento a los Héroes de las Campañas

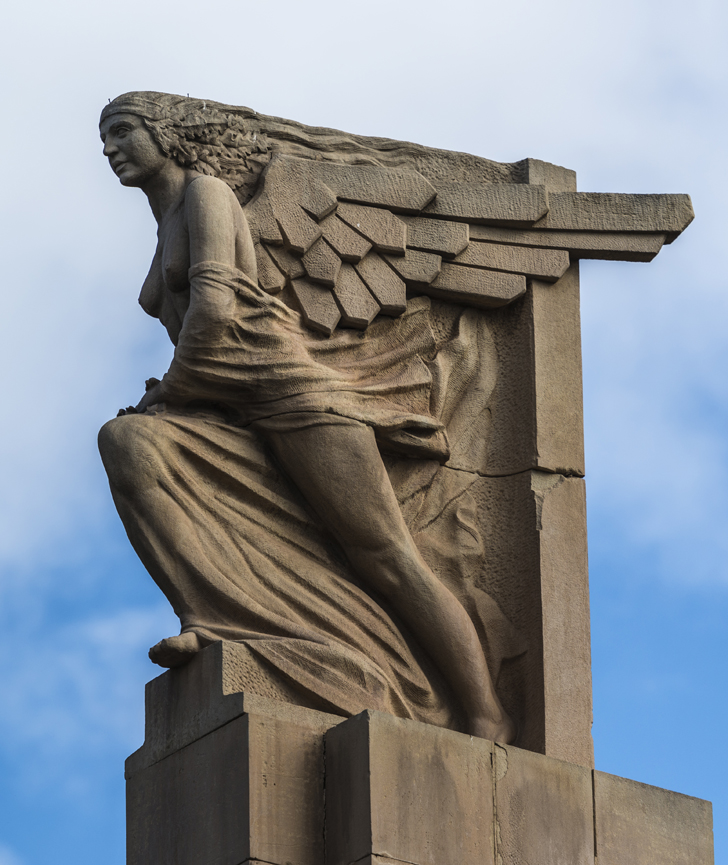
Monumento a los Héroes de las Campañas

En el centro del parque que ocupa la parte ajardinada de la plaza se alza el Monumento a los Héroes y Mártires de las Campañas, una escultura conmemorativa dedicada a los soldados caídos en las campañas militares del norte de África. El monumento fue erigido en el primer tercio del siglo XX y está formado por una base de piedra y un conjunto escultórico en bronce.

### Parque Hernández
Aunque no es un edificio, el Parque Hernández constituye un elemento central dentro de la Plaza de España. Inaugurado en 1902 y reformado en varias ocasiones, ocupa la zona ajardinada de la plaza con senderos, bancos, fuentes, esculturas y una variada colección botánica. Es uno de los espacios verdes más importantes de la ciudad y un punto de encuentro habitual.

## Galería

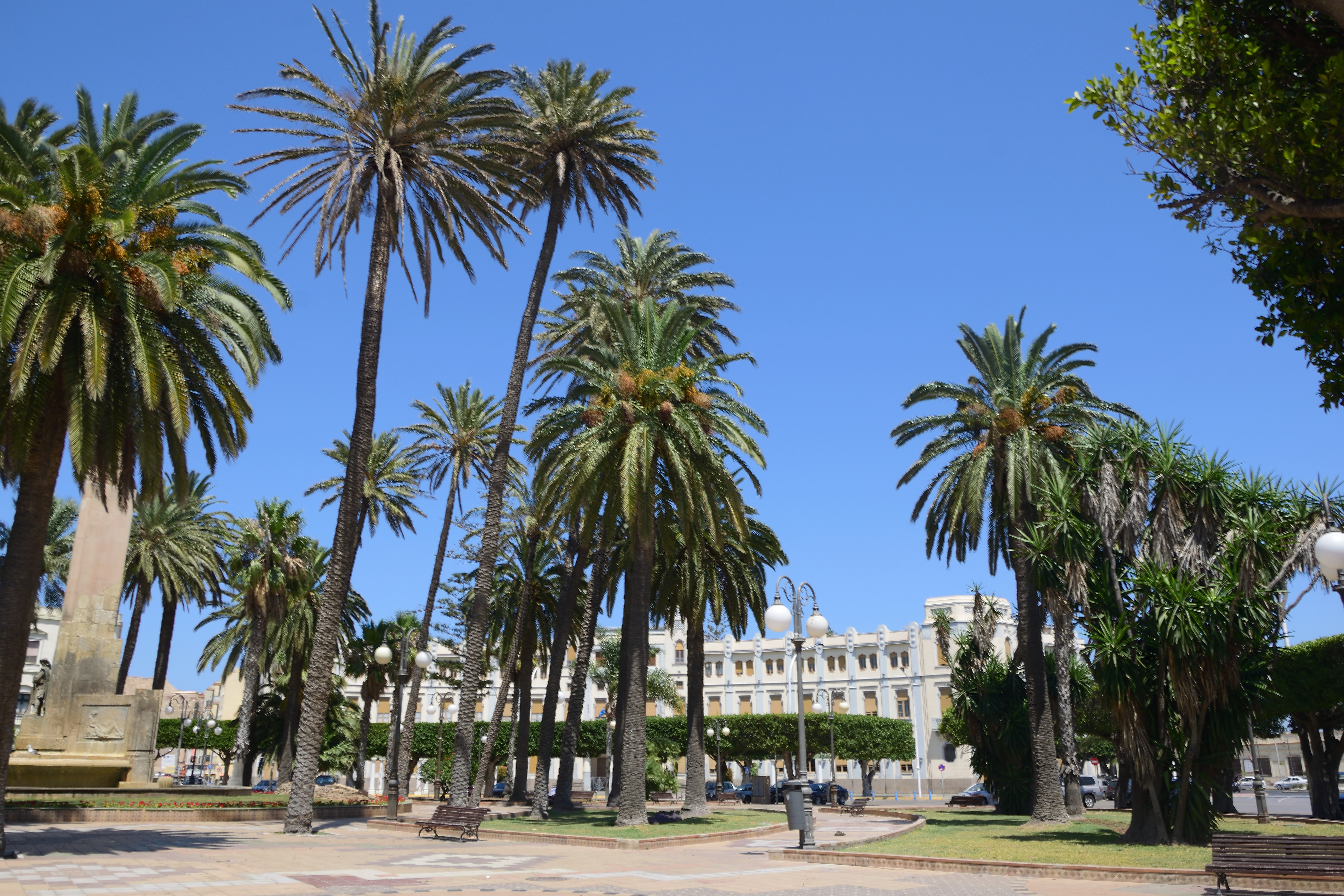
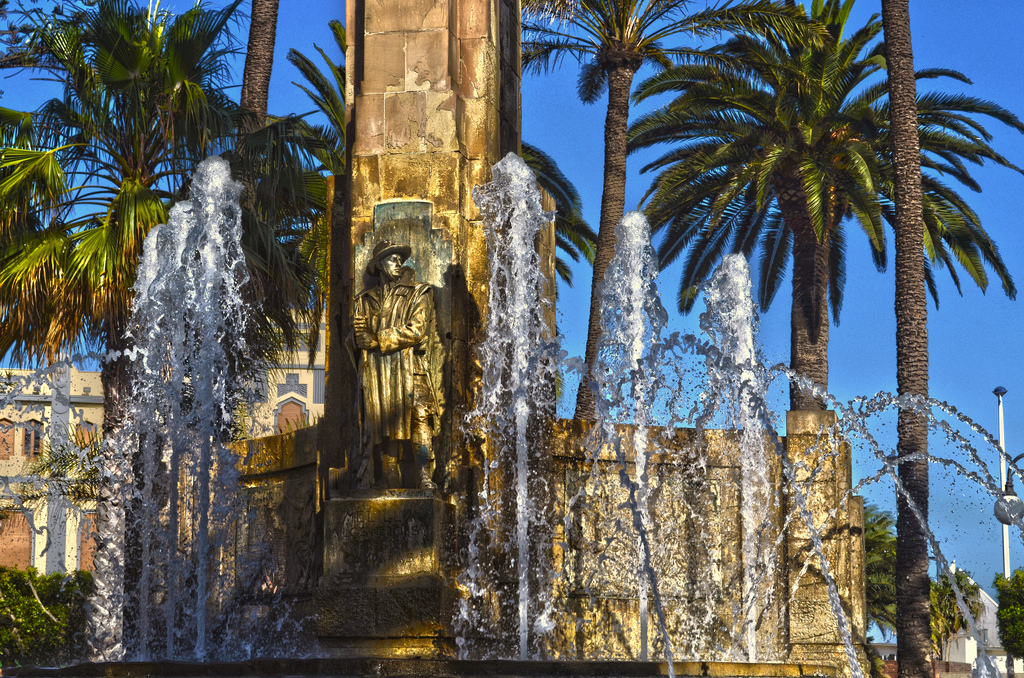
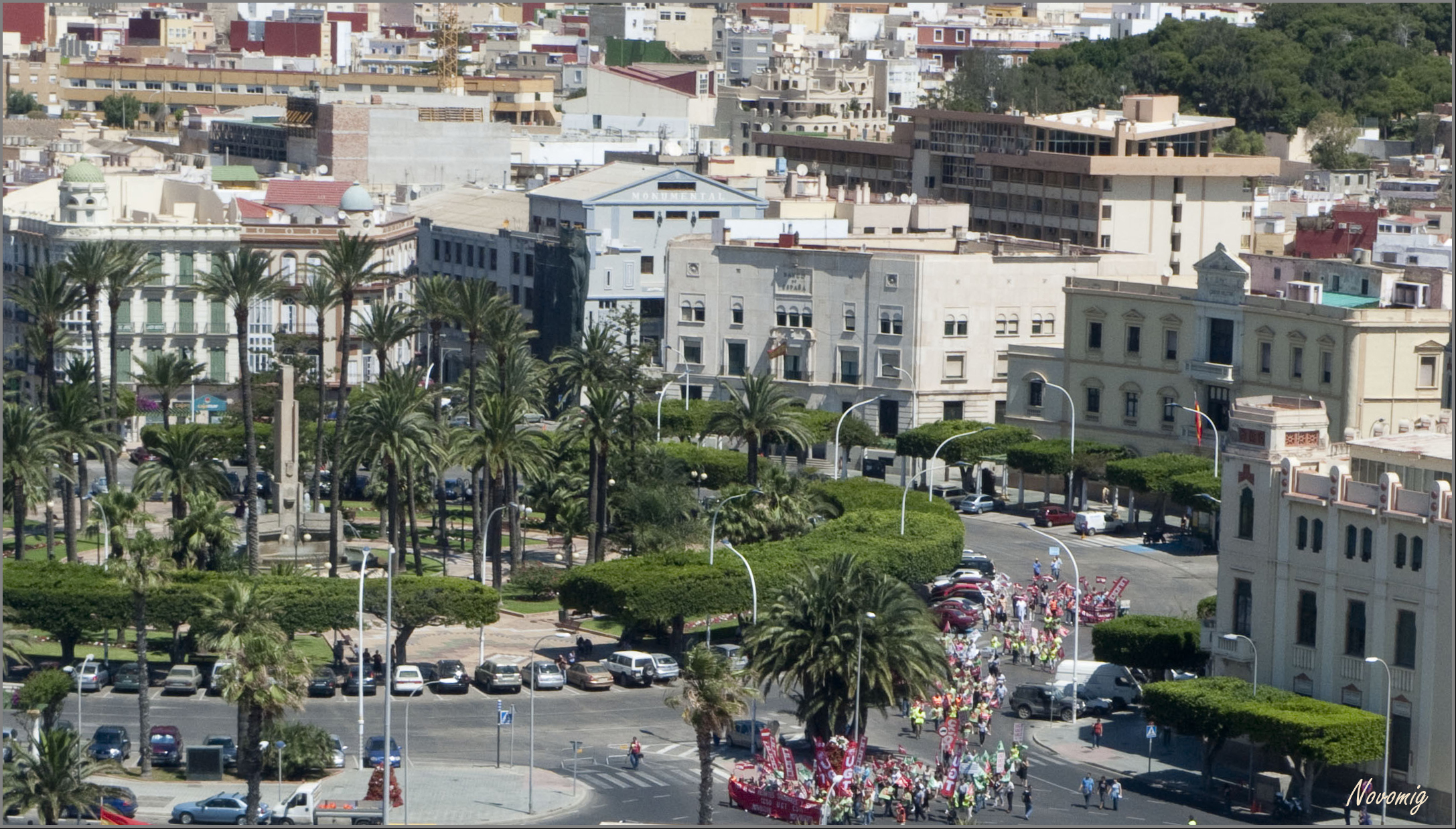
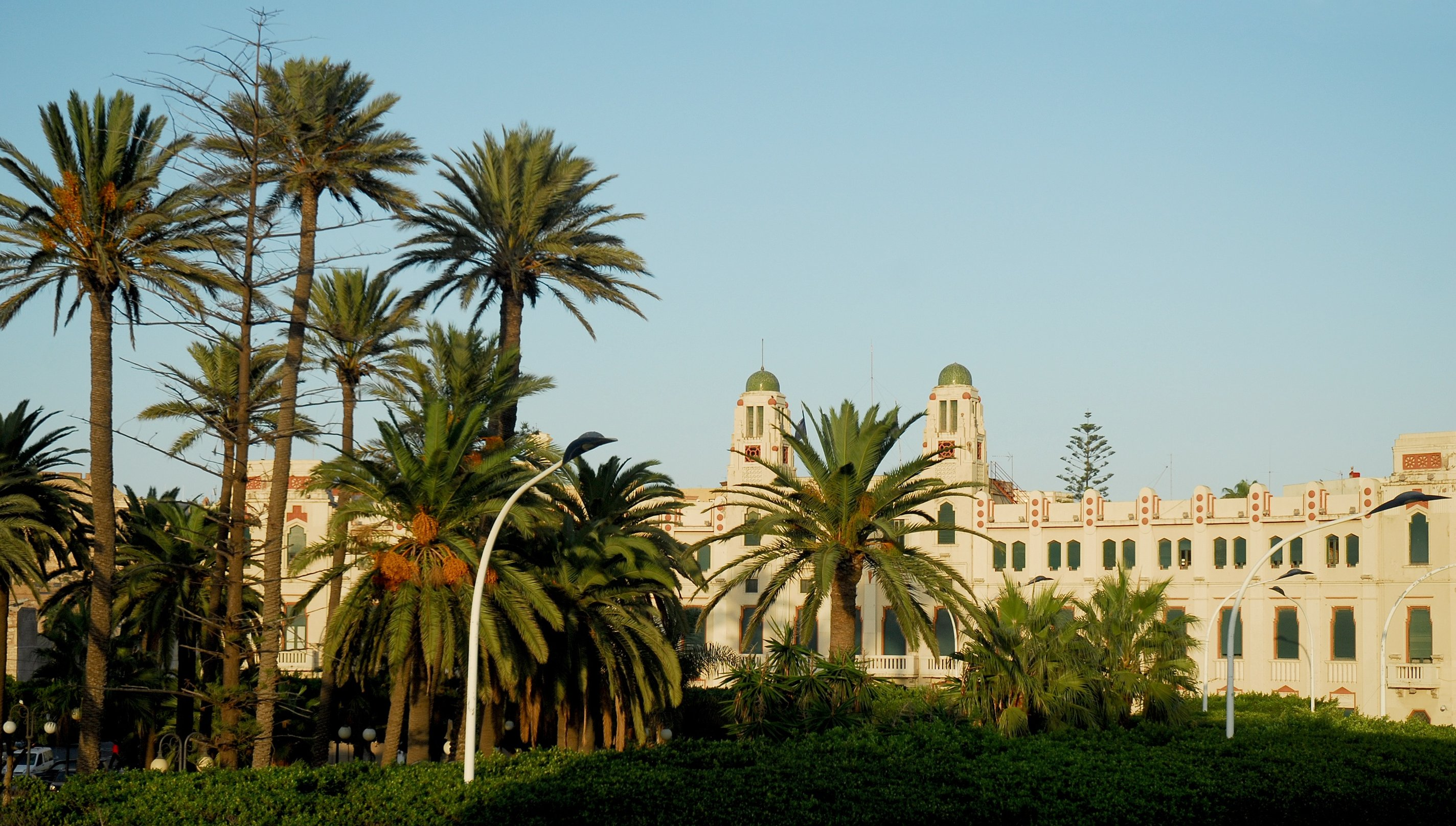
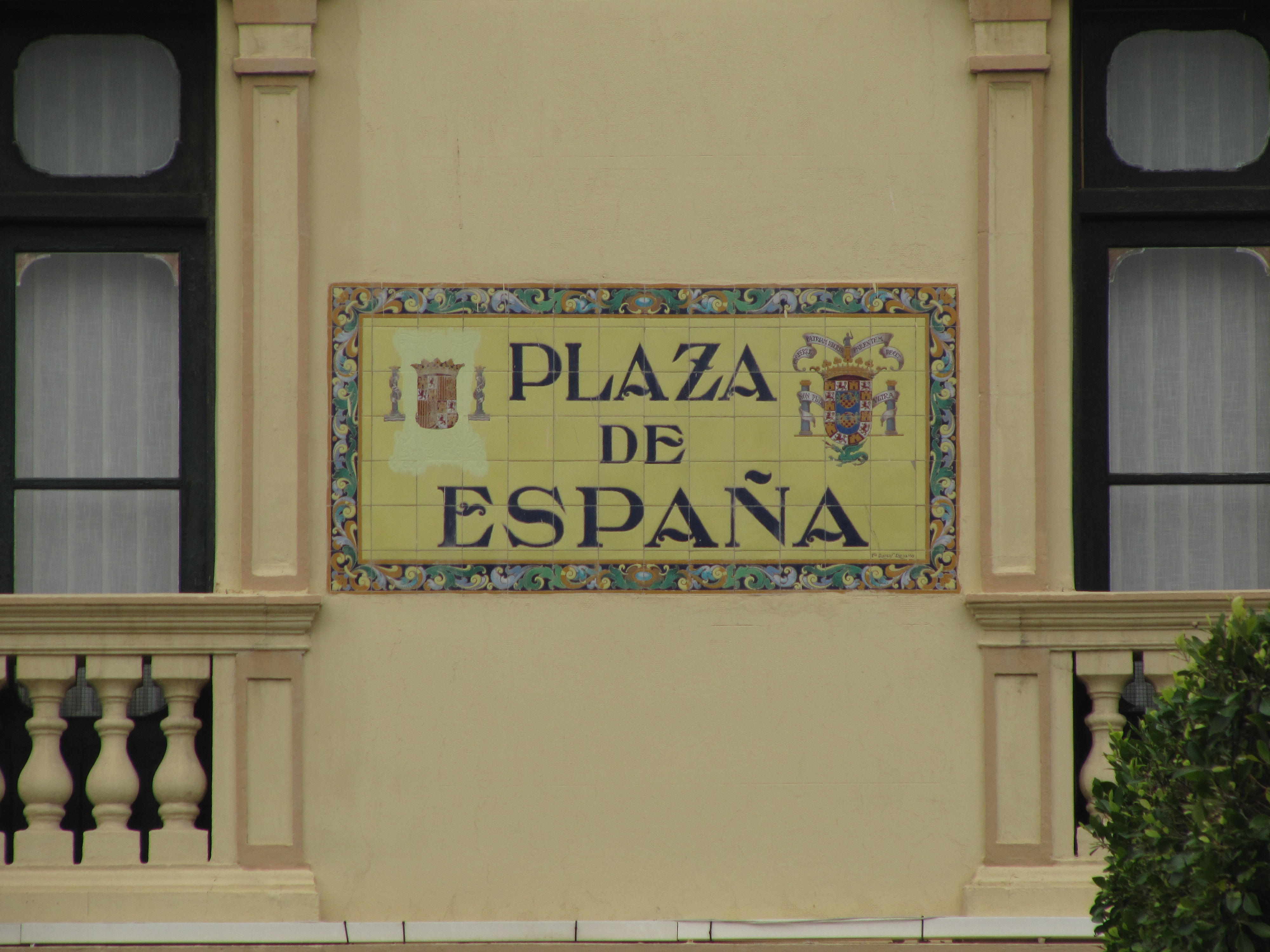